# Los Angeles D-Fenders 2007-2008
La stagione 2007-08 dei Los Angeles D-Fenders fu la 2ª nella NBA D-League per la franchigia.
I Los Angeles D-Fenders arrivarono secondi nella Western Division con un record di 32-18. Nei play-off vinsero il primo turno con i Colorado 14ers (1-0), perdendo poi la semifinal con gli Idaho Stampede (0-1).

## Roster
| N° | Naz.                      | Ruolo | Sportivo          | Anno | Alt. | Peso |
| -- | ------------------------- | ----- | ----------------- | ---- | ---- | ---- |
| 00 | Stati Uniti (bandiera)    | C     | Jelani McCoy      | 1977 | 208  | 109  |
| 00 | Stati Uniti (bandiera)    | C     | Robert Whaley     | 1982 | 208  | 118  |
| 3  | Gabon (bandiera)          | A     | Stéphane Lasme    | 1982 | 203  | 98   |
| 3  | Stati Uniti (bandiera)    | C     | Jelani McCoy      | 1977 | 208  | 109  |
| 3  | Stati Uniti (bandiera)    | A     | Marcus White      | 1983 | 203  | 99   |
| 7  | Stati Uniti (bandiera)    | P     | Brian Chase       | 1981 | 178  | 77   |
| 9  | Stati Uniti (bandiera)    | G     | Darren Cooper     | 1983 | 191  | 88   |
| 10 | Costa d'Avorio (bandiera) | P     | Errick Craven     | 1983 | 185  | 88   |
| 11 | Stati Uniti (bandiera)    | G     | Cecil Brown       | 1983 | 193  | 86   |
| 12 | Stati Uniti (bandiera)    | P     | Brian Morrison    | 1982 | 188  | 87   |
| 15 | Stati Uniti (bandiera)    | A     | Sean Banks        | 1985 | 203  | 95   |
| 17 | Stati Uniti (bandiera)    | G     | Devin Green       | 1982 | 201  | 95   |
| 19 | Stati Uniti (bandiera)    | A     | Brandon Wallace   | 1985 | 206  | 92   |
| 22 | Stati Uniti (bandiera)    | G     | Coby Karl         | 1983 | 196  | 98   |
| 23 | Stati Uniti (bandiera)    | C     | Darryl Watkins    | 1984 | 211  | 117  |
| 23 | Stati Uniti (bandiera)    | C     | Robert Whaley     | 1982 | 208  | 118  |
| 24 | Stati Uniti (bandiera)    | G     | Wendell White     | 1983 | 198  | 97   |
| 34 | Senegal (bandiera)        | C     | Abdoulaye N'Diaye | 1984 | 211  | 99   |
| 41 | Gabon (bandiera)          | A     | Stéphane Lasme    | 1982 | 203  | 98   |
| 41 | Stati Uniti (bandiera)    | C     | Jelani McCoy      | 1977 | 208  | 109  |

## Staff tecnico
- Allenatore: Dan Panaggio
- Vice-allenatore: Chucky Brown
- Preparatore atletico: Marco Nunez